# 돌궐 제2제국
돌궐 제2제국 또는 돌궐 제2카간국(Second Turkic Khaganate, 𐱅𐰇𐰼𐰰:𐰃𐰠, Türük el), 후돌궐(後突厥)은 682년부터 744년에 위구르족에 의해 멸망할 때까지 존재한 유목제국으로, 돌궐 제국의 후신이다. 바인 촉토 비문(Bain Tsokto inscription)에는 '튀르크 빌게 카간 국가(𐱅𐰇𐰼𐰝:𐰋𐰃𐰠𐰏𐰀:𐰴𐰍𐰣:𐰃𐰠𐰭𐰀, Türük Bilgä Qaγan eli, Turk Bilge Qaghan country)'로 기록되어 있다. 중앙아시아와 동아시아에 세워진 카간국(khaganate)으로 돌궐 제국의 지배가문이었던 아시나 가문(Ashina clan)이 세웠다. 제2카간국은 오르콘강(Orkhon River) 상류에 있는 외튀켄(Ötüken)에 있었다. 후에는 속국인 토쿠즈 오구즈 연맹이 이를 계승하여 위구르 카간국이 되었다.
동돌궐이 멸망한 지 몇십 년 후인 679년, 아쉬나 니슈푸(Ashina Nishufu)가 가한(Qaghan)으로 선포되었으나 곧 당나라에 반란을 일으켰다. 그러나 680년, 그는 배행건에게 그는 패배하였고, 얼마 지나지 않아 그의 부하들에게 살해당했다. 니슈푸가 죽은 후, 같은 왕족 계열인 아쉬나 푸니안(Ashina Funian)이 새로운 가한으로 추대되었으며, 동돌궐은 다시 한 번 당에 대한 반란을 일으켰다. 반란 초반에는 푸니안이 몇 차례 승리를 거두었으나 결국 배행건에게 다시 패배하였다. 토뉴쿠크(Tonyukuk)에 따르면, 당에 반기를 들고 새로운 가한을 세우려는 시도는 정당한 행위였으며, 니슈푸를 폐위하고 살해한 것은 백성들의 잘못이었고, 그들이 다시 당나라에 복속된 것은 스스로 자초한 일이었다.
일릭 카간(Illig Qaghan)의 손자인 쿠틀룩은 681년에 반란을 일으켰고, 682년 고비사막으로 후퇴하였다. 쿠틀룩은 그의 형제 뵈귀초르(Bögü-chor) 및 그의 가장 가까운 전우였던 토뉴쿠크와 함께 인산산맥에 거점을 마련한 후 대부분의 돌궐인들의 지지를 얻는 데 성공하였다. 이후 682년부터 687년까지 산시(山西) 지역에서 당 군대에 대해 성공적인 군사 작전을 수행하였다. 687년, 일테리쉬 가한은 인산을 떠나 전투에서 단련된 군대를 이끌고 현대 몽골 중부와 북부에 해당하는 옛 돌궐 제국의 심장부를 정복하기 위해 나섰다. 687년부터 691년 사이, 그 지역을 점령하고 있던 토쿠즈 오구즈(Toquz Oghuz)와 위구르(Uyghur) 세력은 패배하고 굴복당했다. 그들의 수장인 아부즈 가한(Abuz Kaghan)은 전사하였다. 이후 돌궐 제2제국의 중심지는 오르혼(Orkhon), 셀렝가(Selenga), 톨라강과 외튀켄산맥으로 이동하였다.

## 군주 목록

### 카간(가한)
| 카간(가한)                     | 통치기한 | 부친, 조부                                              | 왕호(한자)                                               | 이름(한자, 원어)                                                |
| ------------------------------ | -------- | ------------------------------------------------------- | -------------------------------------------------------- | --------------------------------------------------------------- |
| 일테리쉬 카간(Ilterish Qaghan) | 682–691  | 에트미쉬 벡(Etmish Beg), 미상                           | 힐질리시가한(頡跌利施可汗)                               | 아사나골독록(阿史那骨篤祿) Āshǐnà Gǔdǔlù                        |
| 카파간 카간(Qapaghan Qaghan)   | 692–716  | 에트미쉬 벡(Etmish Beg), 미상                           | 천산가한(遷善可汗)                                       | 아사나묵철(阿史那默啜) 아사나괴(阿史那瓌) 뵈귀촐(Bögü-Çor, 𐰋𐰇𐰏) |
| 이넬 카간(Inel Qaghan)         | 716–717  | 카파간 카간(Qapaghan Qaghan), 에트미쉬 벡(Etmish Beg)   | 탁서가한(拓西可汗) 이녈가한(移涅可汗) 니녈가한(泥涅可汗) | 아사나복구(阿史那匐俱)                                          |
| 빌게 카간(Bilge Qaghan)        | 717–734  | 일테리쉬 카간(Ilterish Qaghan), 에트비쉬 벡(Etmish Beg) | 비가가한(毗伽可汗)                                       | 아사나묵극련(阿史那默棘連)                                      |
| 욜릭 카간(Yollıg Khagan)       | 734–739  | 빌게 카간(Bilge Qaghan), 일테리쉬 카간(Ilterish Qaghan) | 이연가한(伊然可汗)                                       | 아사나이연(阿史那伊然)                                          |
| 텡그리 카간(Tengri Qaghan)     | 739–741  | 빌게 카간(Bilge Qaghan), 일테리쉬 카간(Ilterish Qaghan) | 등리가한(登利可汗)                                       | 아사나골돌(阿史那骨咄)                                          |
| 오즈미쉬 카간(Ozmish Qaghan)   | 742–744  | 판쿨티긴(Pan Kul Tigin), Ashina Duoxifu                 | Wūsūmǐshī Kèhán                                          | 아사나오소미시(阿史那烏蘇米施)                                  |

#### 공화시기(741-745)
| 카간(가한)                                       | 통치기  | 부친, 조부                                             | 욍호(한자)       | 이름(한자)      |
| ------------------------------------------------ | ------- | ------------------------------------------------------ | ---------------- | --------------- |
| 쿠틀룩 야브구 카간(Kutluk Yabgu Khagan) (찬탈자) | 741–742 | 미상 (아사나阿史那 가문이 아님)                        | N/A              | Gǔduō Yèhù      |
| 아사나사(Ashina Shi) (claimant, Basmyl chief)    | 742–744 | 우티 벡(Uti beg), Ashina Duoxifu                       | Hèlà Píjiā Kèhán | Yīdiēyīshī      |
| 쿨룬 벡(Kulun Beg) (claimant)                    | 744–745 | 외즈미스 카간(Özmiş Khagan), 판 쿨 티긴(Pan Kul Tigin) | Báiméi Kèhán     | Ashina Gulongfu |

Later claimants
- Eletmish Kagan 747–759[10] (Son of Ashina Duoxifu)
- Bügü Kagan 759–779[10]